# This Is a Long Drive for Someone with Nothing to Think About
Albums de Modest Mouse
The Lonesome Crowded West
(1997)
This Is a Long Drive for Someone with Nothing to Think About est le premier album du groupe américain Modest Mouse, paru le 16 avril 1996 chez Up Records.

## Liste des morceaux
Toutes les paroles sont écrites par Isaac Brock, toute la musique est composée par Modest Mouse.
| No  | Titre                                  | Durée |
| --- | -------------------------------------- | ----- |
| 1.  | Dramamine                              | 5:42  |
| 2.  | Breakthrough                           | 4:06  |
| 3.  | Custom Concern                         | 4:28  |
| 4.  | Might                                  | 1:30  |
| 5.  | Lounge                                 | 6:34  |
| 6.  | Beach Side Property                    | 7:00  |
| 7.  | She Ionizes & Atomizes                 | 4:21  |
| 8.  | Head South                             | 4:22  |
| 9.  | Dog Paddle                             | 2:02  |
| 10. | Novocain Stain                         | 3:42  |
| 11. | Tundra/Desert                          | 5:24  |
| 12. | Ohio                                   | 6:00  |
| 13. | Exit Does Not Exist                    | 4:57  |
| 14. | Talking Shit About a Pretty Sunset     | 5:50  |
| 15. | Make Everyone Happy / Mechanical Birds | 6:04  |
| 16. | Space Travel Is Boring                 | 1:53  |

## Membres
- Isaac Brock – chant, guitare
- Eric Judy – guitare basse
- Jeremiah Green – batterie